# Elvira Öberg
Elvira Öberg (* 26. Februar 1999 in Kiruna) ist eine schwedische Biathletin. Sie startet seit 2019 im Weltcup, wo sie im Winter 2021/22 den zweiten Rang in der Gesamtwertung belegte. 2022 wurde sie mit der Staffel Olympiasiegerin und gewann bei den Winterspielen in Peking zudem zwei olympische Silbermedaillen im Sprint und in der Verfolgung. 2025 errang sie den Weltmeistertitel im Massenstart.

## Sportliche Laufbahn

### Erfolge im Nachwuchsbereich und erste Weltcupsaison (bis 2020)
Öberg begann in ihrer Kindheit mit Biathlon im Piteå Skidskytte Klubb und besuchte ab 2015 für vier Jahre das Biathlongymnasium in Sollefteå. Während dieser Zeit fuhr sie ihre ersten internationalen Erfolge ein. Bereits 2017 zeichnete sie der schwedische Biathlonverband nach dem Gewinn der Bronzemedaille im Einzelrennen bei den Jugendweltmeisterschaften als Newcomerin des Jahres aus, im Folgejahr wurde sie in Otepää dreifache Jugendweltmeisterin: Im Einzelrennen und im Sprint gewann sie jeweils mit einem Fehler und der schnellsten Laufzeit die Goldmedaille, in der Staffel traf sie als Schlussläuferin mit allen zehn Schüssen, holte einen Rückstand von einer Minute auf und triumphierte gemeinsam mit Amanda Lundström und Ella Halvarsson. 2019 gewann sie in der nächsthöheren Altersklasse der Juniorinnen mit Lundström und Annie Lindh die Staffelbronzemedaille und verpasste als Sprintvierte das Podest um 0,2 Sekunden.
Nach ihren Erfolgen bei den Jugendweltmeisterschaften trainierte die 19-jährige Öberg ab dem Sommer 2018 gemeinsam mit der schwedischen A-Mannschaft. Über die Saison 2018/19 erhielt sie mehrere Einsätze im IBU-Cup, der zweithöchsten Wettkampfserie im Erwachsenenbereich, bei denen sie einen neunten Platz als bestes Ergebnis erzielte. Im November 2019 debütierte Öberg im Weltcup und sammelte als Zwölfte in ihrem ersten Rennen – dem Sprint vor heimischem Publikum in Östersund – sofort Weltcuppunkte. Wenige Tage später lief sie an zweiter Position in der schwedischen Frauenstaffel, die sie in Führung liegend übergab und mit der sie letztlich als Dritte erstmals auf dem Podium im Weltcup stand. Öberg bestätigte diese Ergebnisse im weiteren Saisonverlauf, erreichte in 17 von 19 Einzelstarts die Punkteränge der besten 40, erzielte als bestes Ergebnis einen achten Platz im Sprint von Nové Město und belegte in der Gesamtwertung den 24. Rang. Sie bestritt zudem einen Großteil der Staffelrennen und kam dort mit einem zweiten Platz in Oberhof erneut unter die besten Drei. Am Ende des Winters zeichnete der Biathlon-Weltverband IBU Öberg als Rookie of the Year aus.

### Erste Weltcupsiege und olympische Medaillen (2020 bis 2022)
In ihrer zweiten Weltcupsaison 2020/21 zählte Öberg insbesondere in den ersten Wochen zu den stärksten Athletinnen im Feld: Von den neun Einzelrennen bis zum Jahreswechsel beendete sie sieben unter den Top Ten und stand dabei zweimal – im Sprint von Kontiolahti sowie in der Verfolgung von Hochfilzen – als Dritte auf dem Podest, jeweils gemeinsam mit ihrer Schwester Hanna. In den Staffeln lief sie in Kontiolahti und Nové Město na Moravě zu ihren ersten beiden Weltcupsiegen: In Nové Město setzte sie sich als Schlussläuferin auf der letzten Runde gegen die Weißrussin Jelena Krutschinkina durch. Im Vergleich zur Vorsaison verbesserte Öberg ihre Laufleistung und insbesondere ihre Trefferquote im Liegendschießen von 73 % auf zu Saisonbeginn 90 %. Als Schwäche machte sie selbst die fehlende Konstanz ihre Leistungen aus – zwischen Januar und März 2021 erreichte sie in nur einem weiteren Einzelrennen die vorderen zehn Ränge und fiel im Weltcup-Gesamtklassement vom zwischenzeitlich vierten auf den zwölften Rang zurück. Nach Abschluss der Weltcupsaison gewann Elvira Öberg Ende März 2021 ihren ersten nationalen Meistertitel, als sie vor ihrer Schwester den Sprint in Östersund gewann.
Im Winter 2021/22 feierte Öberg ihre ersten vier Einzel-Weltcupsiege: Bei den Veranstaltungen in Annecy/Le Grand-Bornand schlug sie sowohl in der Verfolgung als auch im Massenstart Julia Simon um einige Sekunden, im späteren Saisonverlauf entschied sie den Sprint in Ruhpolding sowie einen weiteren Massenstart in Otepää für sich. Neben Justine Braisaz-Bouchet war sie auf der Strecke eine der schnellsten Athletinnen der Weltcupsaison. In der Gesamtwertung der Wettkampfserie belegte sie wie auch im Sprint- und Verfolgungsklassement Rang zwei hinter Marte Olsbu Røiseland. Den Sieg im Massenstartweltcup verpasste Öberg im abschließenden Rennen um einen Platz, hier triumphierte Braisaz-Bouchet. Öberg gewann dafür die Nachwuchswertung als beste Biathletin unter 25 Jahren. Bei den Olympischen Winterspielen 2022 in Peking wurde sie als Schlussläuferin des schwedischen Frauenquartetts zusammen mit Linn Persson, Mona Brorsson und ihrer Schwester Hanna Öberg Staffelolympiasiegerin. Zudem holte sie in Sprint und Verfolgung zwei olympische Silbermedaillen (jeweils hinter Olsbu Røiseland).

### Etablierung in der Weltspitze und Weltmeistertitel (seit 2022)

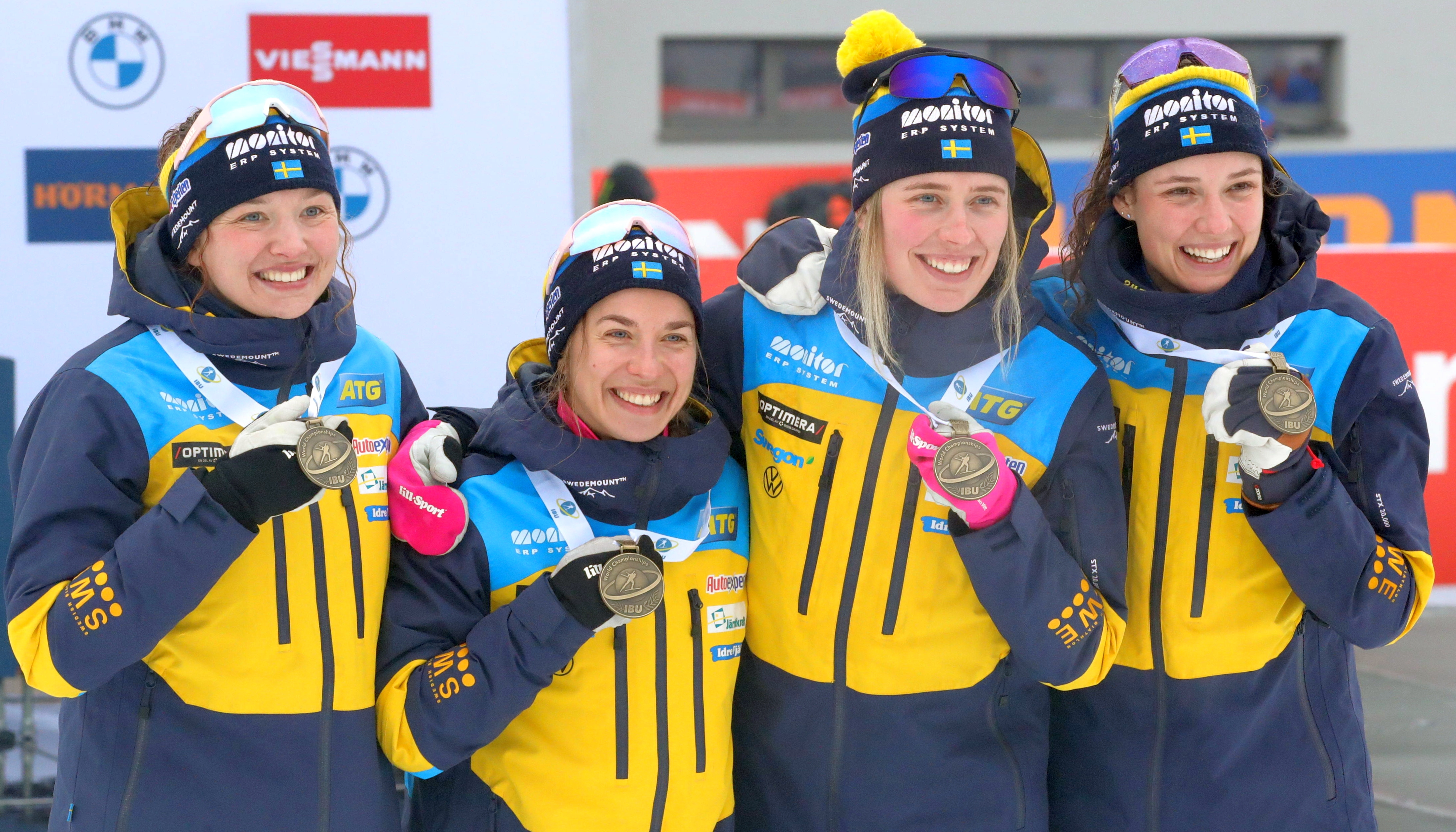
Elvira Öberg (Dritte von links) neben Linn Persson, Anna Magnusson und Hanna Öberg mit der Staffelbronzemedaille bei den Weltmeisterschaften 2023

In der ersten Hälfte der Saison 2022/23 gehörte Öberg zu den erfolgreichsten Athletinnen im Weltcup. Sie entschied in Le Grand-Bornand und auf der Pokljuka drei Wettkämpfe für sich (zwei Verfolgungsrennen sowie einen Sprint), in denen sie jeweils mit allen Schüssen traf. Im Gesamtweltcup lag sie im Januar auf dem zweiten Platz hinter Julia Simon. Zu Beginn der Weltmeisterschaften 2023 in Oberhof erkrankte Öberg an einer Erkältung und verpasste mehrere Wettbewerbe. Ihre einzige WM-Medaille gewann sie mit der Frauenstaffel, die auf den dritten Rang lief. Auch nach den Titelkämpfen hatte Öberg weitere gesundheitliche Probleme und blieb deutlich unter ihrem vorherigen Leistungsniveau. Zum Saisonende fiel sie im Gesamtweltcup auf den fünften Platz zurück und sprach von einem „ersten richtigen Rückschlag seit langer Zeit“. 2023/24 feierte Öberg einen Weltcupsieg in der Verfolgung von Hochfilzen im Dezember. Mit insgesamt vier Podestergebnissen in Weltcup-Einzelrennen belegte sie Rang sieben in der Gesamtwertung. Bei den Weltmeisterschaften 2024 in Nové Město gewann sie Silber in der Frauenstaffel und Bronze in der Mixed-Staffel.
Den Winter 2024/25 bezeichnete Öberg selbst als „Achterbahn“. Beim Saisonauftakt in Kontiolahti übernahm sie zum ersten Mal in ihrer Laufbahn das Gelbe Trikot der Gesamtweltcupführenden mit drei Podestergebnissen in den ersten drei Einzelrennen, darunter einem Sieg im Massenstart. In den nächsten Wochen bestätigte sie diese Leistungen zunächst nicht, ehe sie im Januar in Ruhpolding erneut das Massenstartrennen gewann. Weil sie krankheitsbedingt die Weltcupstationen in Antholz und in Nové Město verpasste, verlor sie in der Gesamtwertung viel Boden auf Franziska Preuß und Lou Jeanmonnot. Sie belegte am Ende des Winters Rang vier in dem Klassement. Bei den Weltmeisterschaften 2025 in Lenzerheide gewann Öberg die Goldmedaille im Massenstart und wurde damit erstmals Weltmeisterin. Zuvor hatte sie in Lenzerheide in der Verfolgung und in der Staffel bereits eine Silber- und eine Bronzemedaille gewonnen.

## Persönliches
Öberg wuchs in der nordschwedischen Provinz Norrbotten auf: Sie wurde in Kiruna geboren und zog mit ihrer Familie als Kind nach Svensbyn in der Gemeinde Piteå. Ihre drei Jahre ältere Schwester Hanna startet seit 2016 im schwedischen Weltcupteam, war 2017 Rookie of the Year und wurde 2018 Olympiasiegerin im 15-Kilometer-Einzelrennen – wenige Wochen, bevor Elvira dreifache Jugendweltmeisterin wurde, was zu vielen Vergleichen zwischen den Entwicklungen der beiden führte. Elvira Öberg bezeichnete ihre Schwester als Vorbild, erklärte, sie seien beide ehrgeizig, und gab 2019 als Ziel an, sie wolle Hannas Leistungen übertreffen. In der im Oktober 2023 erschienenen SVT-Dokumentation „Bäst när det gäller“ über das schwedische Biathlon-Nationalteam sprachen die Öbergs von einer guten Beziehung zueinander. Elvira bezeichnete es als große Chance, dass sie und Hanna sich gegenseitig helfen konnten, ihr hohes sportliches Niveau zu halten.
Seit dem Ende ihrer schulischen Ausbildung in Sollefteå 2019 lebt Elvira Öberg in Östersund in der Nähe des Skistadions.

## Statistik

### Weltcup

#### Weltcupsiege
| Nr. | Datum         | Ort              | Disziplin   |
| --- | ------------- | ---------------- | ----------- |
| 1.  | 18. Dez. 2021 | Le Grand-Bornand | Verfolgung  |
| 2.  | 19. Dez. 2021 | Le Grand-Bornand | Massenstart |
| 3.  | 12. Jan. 2022 | Ruhpolding       | Sprint      |
| 4.  | 12. März 2022 | Otepää           | Massenstart |
| 5.  | 17. Dez. 2022 | Le Grand-Bornand | Verfolgung  |
| 6.  | 5. Jan. 2023  | Pokljuka         | Sprint      |
| 7.  | 7. Jan. 2023  | Pokljuka         | Verfolgung  |
| 8.  | 9. Dez. 2023  | Hochfilzen       | Verfolgung  |
| 9.  | 8. Dez. 2024  | Kontiolahti      | Massenstart |
| 10. | 19. Jan. 2025 | Ruhpolding       | Massenstart |

| Nr. | Datum         | Ort                  | Disziplin      |
| --- | ------------- | -------------------- | -------------- |
| 1.  | 5. Dez. 2020  | Kontiolahti          | Staffel 1      |
| 2.  | 4. März 2021  | Nové Město na Moravě | Staffel 2      |
| 3.  | 11. Dez. 2021 | Hochfilzen           | Staffel 3      |
| 4.  | 1. Dez. 2022  | Kontiolahti          | Staffel 3      |
| 5.  | 1. Dez. 2024  | Kontiolahti          | Staffel 4      |
| 6.  | 12. Jan. 2025 | Oberhof              | Mixedstaffel 5 |

#### Weltcupplatzierungen
Die Tabelle zeigt alle Platzierungen (je nach Austragungsjahr einschließlich Olympische Spiele und Weltmeisterschaften).
- 1.–3. Platz: Anzahl der Podiumsplatzierungen
- Top 10: Anzahl der Platzierungen unter den ersten zehn (einschließlich Podium)
- Punkteränge: Anzahl der Platzierungen innerhalb der Punkteränge (einschließlich Podium und Top 10)
- Starts: Anzahl gelaufener Rennen in der jeweiligen Disziplin
- Staffel: inklusive Mixed- und Single-Mixed-Staffeln

| Platzierung               | Einzel | Sprint | Verfolgung | Massenstart | Staffel | Gesamt |
| ------------------------- | ------ | ------ | ---------- | ----------- | ------- | ------ |
| 1. Platz                  |        | 2      | 4          | 4           | 6       | 16     |
| 2. Platz                  | 1      | 3      | 2          | 2           | 9       | 17     |
| 3. Platz                  | 1      | 3      | 5          |             | 11      | 20     |
| Top 10                    | 7      | 18     | 24         | 11          | 35      | 95     |
| Punkteränge               | 13     | 41     | 34         | 23          | 36      | 147    |
| Starts                    | 14     | 46     | 35         | 23          | 36      | 154    |
| Stand: Saisonende 2024/25 |        |        |            |             |         |        |

### Olympische Winterspiele
|                                     | Einzelwettbewerbe | Einzelwettbewerbe | Einzelwettbewerbe | Einzelwettbewerbe | Staffelwettbewerbe | Staffelwettbewerbe |
| Einzel                              | Sprint            | Verfolgung        | Massenstart       | Frauenstaffel     | Mixed-Staffel      |                    |
| ----------------------------------- | ----------------- | ----------------- | ----------------- | ----------------- | ------------------ | ------------------ |
| Olympische Winterspiele 2022 Peking | 13.               | 2.                | 2.                | 9.                | 1.                 | 4.                 |

### Weltmeisterschaften
|                                      | Einzelwettbewerbe | Einzelwettbewerbe | Einzelwettbewerbe | Einzelwettbewerbe | Staffelwettbewerbe | Staffelwettbewerbe | Staffelwettbewerbe |
| Einzel                               | Sprint            | Verfolgung        | Massenstart       | Frauenstaffel     | Mixed-Staffel      | S.-M.-Staffel      |                    |
| ------------------------------------ | ----------------- | ----------------- | ----------------- | ----------------- | ------------------ | ------------------ | ------------------ |
| Weltmeisterschaften 2020 Antholz     | 14.               | 13.               | 47.               | 26.               | 5.                 | –                  | –                  |
| Weltmeisterschaften 2021 Pokljuka    | 35.               | 22.               | 14.               | 14.               | 5.                 | –                  | –                  |
| Weltmeisterschaften 2023 Oberhof     | DNS               | 16.               | DNS               | –                 | 3.                 | 9.                 | –                  |
| Weltmeisterschaften 2024 Nové Město  | 30.               | 9.                | 8.                | 22.               | 2.                 | 3.                 | –                  |
| Weltmeisterschaften 2025 Lenzerheide | 6.                | 10.               | 2.                | 1.                | 3.                 | –                  | –                  |